# Stubbe – Von Fall zu Fall: Querschläger
Querschläger ist ein deutscher Fernsehfilm von Marcus O. Rosenmüller aus dem Jahr 2011. Es handelt sich um den zweiundvierzigsten Filmbeitrag der ZDF-Kriminalfilmreihe Stubbe – Von Fall zu Fall mit Wolfgang Stumph in der Titelrolle.

## Handlung
Stubbe und sein Kollege Zimmermann nehmen die Ermittlungen im Tötungsdelikt des Teenagers Paul auf. Paul verbrachte seine Freizeit mit seinen Freunden vor Arne Tembrocks Fahrradladen, in dessen Tochter Amelie er inständig verliebt war, was sie allerdings nicht erwiderte. Seine Liebe brachte er in eigenen Rap-Texten zum Ausdruck, die Stubbe auf seinem Zimmer findet. Arne Tembrock gerät ins Visier der Verdächtigen, denn er war genervt von den ständigen Belästigungen der Jugendlichen vor seinem Laden und es gefiel ihm überhaupt nicht, dass Paul auch noch auf seine Tochter abgesehen hatte. Stubbe lernt Tembrock als durchaus freundlichen und umgänglichen Menschen kennen, dem er nicht zutraut, dass er sein Lebenswerk – den Fahrradladen – und seine Freiheit aufs Spiel setzen würde und zum Straftäter wird. Zudem ist seine Frau nach einem Unfall auf den Rollstuhl und ihren Mann angewiesen. Aber aus Amelie wird Stubbe nicht richtig schlau, denn zum einen lehnte sie Paul ab, war aber auch kurzfristig mit ihm intim, obwohl sie einen festen Freund hat.
Stubbe und Zimmermann können nicht ausschließen, dass Pauls Mörder in seiner Teenagerbande zu suchen ist, denn die gewaltbereiten Jugendlichen hantierten auch mit Waffen, wie auf ihren Fotos zu sehen ist, die sie im Internet veröffentlichen. Die Bande macht jedoch deutlich, dass sie Tembrock für den Schuldigen hält und startet eine neue Provokationskampagne. Sie verteilen einen selbsterstellten Steckbrief in der ganzen Straße und kleben ihn ganz gezielt an alle Schaufenster des Fahrradgeschäfts und auch den Nachbarländern. Tembrock reicht es nun und hat einen Plan, wie er das ganze beenden kann. Mit einer angefertigten Selbstschussanlage will er einen Anschlag auf sich vortäuschen, doch durch die gerade erfolgende kontrollierten Sprengung einer Fliegerbombe im Viertel, löste die Waffe zu früh aus und verletzt Tembrock schwer, was er so nicht geplant hatte. Nachdem er in die Klinik eingeliefert wurde sieht sich Stubbe den Tatort genauer an und findet die Waffe. Da es sich dabei um die Pistole handelt, mit der auch Paul erschossen wurde, bleibt kein Zweifel mehr an Tembrocks Schuld. Stubbe hätte sich gern geirrt.

## Nebenhandlung
Stubbes Tochter Christiane hat nach der Kündigung in der Zeitungsredaktion bei einem privaten Hamburger Radiosender eine Stelle als Sprecherin bekommen. Es dauert nicht lange und sie hat schnell einen unbekannten Verehrer, der ihr rätselhafte Geschenke schickt, von denen sie nicht weiß, was sie ihr sagen sollen. So setzt sie ihren Vater als Kriminalisten an das Rätsel und mit Charlottes Hilfe kommen sie tatsächlich auf die Lösung. Helge hat Christiane eine versteckte Liebesbotschaft geschickt, die zeigt, dass er um sie kämpfen möchte.

## Hintergrund
Der Film wurde vom 15. März bis zum 15. April 2011 unter dem Arbeitstitel Das Duell in Hamburg und Umgebung gedreht.

## Rezeption

### Einschaltquote
Die Erstausstrahlung von Querschläger am 10. Dezember 2011 im ZDF erreichte 5,83 Millionen Zuschauer und einen Marktanteil von 19,3 Prozent.

### Kritik
Rainer Tittelbach von tittelbach.tv meinte: „Wer generationenübergreifende, serielle Krimi-Unterhaltung mag, wem die Gemeinplatzhaltigkeit von Stubbes gesundem Menschenverstand nicht gegen den Strich geht – der kann an ‚Querschläger‘ von Michael Illner und Marcus O. Rosenmüller nicht allzu viel auszusetzen haben.“
Bei evangelisch.de wertete Tilmann P. Gangloff: „Keine andere Krimireihe ist auch so sehr Familiensaga. Die Erzählebene mit dem Lebensweg von Stubbe-Tochter Christiane (Stumph-Tochter Stephanie) war zuletzt nicht immer rundum überzeugend integriert, aber diesmal sorgt sie buchstäblich für einen Knalleffekt.“ Insgesamt ist der „Film kurzweilig und mit viel Sympathie für seine Figuren; auch für die Verdächtigen.“ Auch „die Auflösung des Falls ist ziemlich überraschend, aber die größere Qualität des Drehbuchs (Michael Illner) ist seine Komplexität, denn jeder Erzählstrang hat eine Subebene; seien es die Rapsongs der Jugendlichen oder die geheimnisvollen Botschaften, die Christiane von einem unbekannten Verehrer bekommt.“
Für die Kritiker der Fernsehzeitschrift TV Spielfilm war Querschläger ein „Hamburg-Krimi mit 'ner Prise Sozialdrama“ und vergaben dem Film die bestmögliche Wertung (Daumen nach oben).